# چطوری (جشن) می‌گیریم
«چطوری (جشن) می‌گیریم» (به انگلیسی: (How We Do (Party) ترانه‌ای از خوانندهٔ بریتانیایی ریتا اورا از نخستین آلبوم وی تحت عنوان اورا (۲۰۱۲) می‌باشد.